# Heiji Monogatari
El Heiji monogatari (平治物語, "El Cantar de Heiji") es una epopeya de guerra japonesa (gunki monogatari) que detalla los eventos de la rebelión Heiji de 1159-1160, en la que el jefe del clan Minamoto, Minamoto no Yoshitomo, atacó y asedió Kioto, como parte de una disputa en la sucesión imperial, en la que se opuso a Taira no Kiyomori, jefe del clan Taira. El cuento, como la mayoría de los monogatari, existe en tres formas principales: escrito, oral y pintado.
El texto original a veces se atribuye a Hamuro Tokinaga, y está escrito en 36 capítulos. Como es el caso con la mayoría de los otros monogatari, el texto ha sido reescrito y revisado muchas veces a lo largo de los años, y también se ha convertido en una tradición oral. La mayoría de las veces, el Cantar de Heiji se cantaba como una continuación del Cantar de Hōgen, que relaciona los eventos de la Rebelión de Hōgen estrechamente relacionada.
La versión de desplazamiento de la imagen del cuento, llamada Heiji monogatari emaki o Heiji monogatari ekotoba, data del siglo XIII. Cuenta la historia en color sobre papel, en cinco pergaminos. Cada rollo comienza y termina con una parte escrita del cuento, que describe los eventos representados en una sola pintura continua a lo largo del rollo. Quizás la escena más famosa de estos cinco pergaminos es la quema del Ataque Nocturno del Palacio de Sanjō. Los rollos emaki se encuentran actualmente en el Museo de Bellas Artes de Boston, en Massachusetts.

## Rivalidades
El Cantar de Heiji presenta un conflicto entre las viejas élites aristocráticas y las nuevas élites militares. La historia de Heiji va más allá de la plantilla de narración comparativamente simple del Hōgen monogatari hacia un enfoque más complicado que sugiere la necesidad de principios más matizados y políticas más flexibles que se vuelvan más apropiadas para los tiempos desesperados.
Como en la historia de Hōgen, las rivalidades multinivel e interrelacionadas llevan a la guerra; y los personajes principales se presentan en el orden de estatus tradicional: emperadores y ex emperadores primero, ministros de Fujiwara segundo, y guerreros del clan militar tercero.
- 1.º nivel de rivalidad - conflicto entre emperadores:
  - Emperador enclaustrado Go-Shirakawa (後白河天皇), 1127–1192
  - Emperador Nijo (二条天皇), 1143–1165
- 2.º nivel de rivalidad - conflicto entre aristócratas kuge:
  - Fujiwara no Michinori (藤原通憲), también conocido por su nombre sacerdotal, Shinzei (信西), 11__-1160
  - Fujiwara no Nobuyori (藤原信頼), 1133–1159
- 3.º nivel de rivalidad - conflicto entre clanes guerreros:
  - Taira no Kiyomori (平 清盛), 1118–1181
  - Minamoto no Yoshitomo (源 義朝, 1123–1160[5]

Al igual que en la historia de Hōgen, la estructura narrativa se divide en tres segmentos distintos:
- La parte 1 introduce los orígenes de los conflictos.
- La parte 2 vuelve a contar el curso de los acontecimientos.
- La parte 3 enumera las trágicas consecuencias.[5]

## HistoriografíaMonogatari
Los japoneses han desarrollado una serie de estrategias complementarias para capturar, preservar y diseminar los elementos esenciales de su historia nacional comúnmente aceptada: crónicas de soberanos y eventos, biografías de personas y personalidades eminentes, y el cuento militar o gunki monogatari. Esta última forma evolucionó desde un interés en registrar las actividades de los conflictos militares a fines del siglo XII. Las batallas principales, las pequeñas escaramuzas y los combates individuales, y las figuras militares que animan estos relatos, se han transmitido de generación en generación en los formatos narrativos del Hōgen monogatari (1156), el Heiji monagatari (1159–1160), y el Heike monogatari (1180-1185).
En cada uno de estos monogatari familiares, las figuras centrales son popularmente conocidas, los eventos más importantes generalmente se entienden, y las estacas tal como se entendieron en ese momento son aceptadas convencionalmente como elementos fundamentales de la cultura japonesa. La precisión de cada uno de estos registros históricos se ha convertido en un tema convincente para estudios posteriores; y se ha demostrado que algunas cuentas resisten un examen detallado, mientras que otros "hechos" presuntos han resultado ser inexactos.